# Jesse Spencer
Jesse Gordon Spencer (ur. 12 lutego 1979 w Melbourne) – australijski aktor, znany głównie dzięki roli doktora Roberta Chase’a w serialu amerykańskiej stacji Fox Dr House.

## Życiorys
Jest jednym z czworga dzieci Robyn Spencer i Rodneya Spencera, lekarza specjalisty medycyny ogólnej. Jego rodzice byli aktywni politycznie w Australii i kilkakrotnie startowali jako kandydaci w wyborach federalnych i stanowych. Ma dwóch braci – Tarneya i Luke’a oraz siostrę Polly. Ukończył Canterbury Primary School, Malvern Central School w stanie Wiktoria i Scotch College w Melbourne.
Swoją karierę na małym ekranie zapoczątkował gościnnym udziałem w serialu sci-fi Warner Bros. W pułapce czasu (Time Trax, 1994). Sławę zdobył jako Billy Kennedy w australijskiej operze mydlanej Sąsiedzi (Neighbours, 1994–2005). Użyczył swojego głosu Tritonowi Juniorowi, bohaterowi serialu animowanego ABC Herkules (Hercules, 1998). Na kinowym ekranie pojawił się w komedii familijnej Londyn jest cool (Winning London', 2001) z Mary-Kate Olsen i Ashley Olsen oraz komedii romantycznej Dziewczyny z wyższych sfer (Uptown Girls, 2003) u boku Brittany Murphy i Heather Locklear w roli piosenkarza Neala Foxa i zaśpiewał dwa utwory – „Molly Smiles” i „Sheets of Egyptian Cotton”. W 2004 roku przyjął rolę chirurga Roberta Chase’a w serialu Fox Dr House (House M.D.). Występuje także jako skrzypek w zespole Band from TV. Od 2012 gra w serialu Chicago Fire kapitana (wcześniej porucznika) Matthew Caseya.

## Życie prywatne
Na planie serialu Dr House poznał aktorkę Jennifer Morrison. W 2006 aktorzy zagrali we współprodukowanym przez Jennifer filmie Flourish. 23 grudnia 2006 roku Spencer oświadczył się Jennifer na wieży Eiffela w Paryżu, lecz już 15 sierpnia następnego roku para odwołała zaręczyny. W latach 2010–2013 umawiał się z brazylijską surferką Mayą Gabeirą. W 2014 związał się z Kali Woodruff, którą poślubił 27 czerwca 2020.

## Filmografia
| Rok             | Tytuł                                     | Postać                          |
| --------------- | ----------------------------------------- | ------------------------------- |
| 1994            | W pułapce czasu (Time Trax)               | młody Bill (gościnnie)          |
| 1994–2000, 2005 | Sąsiedzi (Neighbours)                     | Billy Kennedy                   |
| 1998            | Hercules                                  | Triton Jr (głos)                |
| 2000            | Lorna Doone                               | Marwood de Whichehalse          |
| 2001            | Curse of the Talisman                     | Jeremy Campbell                 |
| 2001            | Londyn jest cool (Winning London)         | Lord James Browning Jr          |
| 2002            | Fear Itself                               | pilot                           |
| 2002            | Wyspa Robinsonów (Stranded)               | Fritz Robinson                  |
| 2003            | Płynąc pod prąd (Swimming Upstream)       | Tony Fingleton                  |
| 2003            | Dziewczyny z wyższych sfer (Uptown Girls) | Neal Fox                        |
| 2003            | Death in Holy Orders                      | Raphael Arbuthnot               |
| 2004–2012       | Dr House (House, M.D.)                    | dr Robert Chase                 |
| 2006            | Flourish                                  | Eddie Gator                     |
| 2012–           | Chicago Fire                              | porucznik/kapitan Matthew Casey |
| 2014–2021       | Chicago PD                                | porucznik/kapitan Matthew Casey |
| 2015            | The Girl Is in Trouble                    | Nicholas                        |
| 2017–2021       | Chicago Med                               | porucznik/kapitan Matthew Casey |